# Seven Seas Voyager
Die Seven Seas Voyager ist ein 2003 in Dienst gestelltes Kreuzfahrtschiff der Luxus-Reederei Regent Seven Seas Cruises (bis 2006 Radisson Seven Seas Cruises), einer Tochtergesellschaft der Norwegian Cruise Line Holdings.

## Geschichte
Das Schiff wurde auf der Werft T. Mariotti in Genua gebaut, der Rumpf jedoch von Cantiere Navale Visentini gefertigt. Am 30. März 2001 erfolgte dort die Kiellegung. Vom Stapel lief das Schiff am 22. September 2002, woraufhin es zur genuesischen Werft geschleppt wurde. Am 27. Februar des Folgejahres wurde es an Radisson Seven Seas Cruises abgeliefert.
Am 31. März wurde die Seven Seas Voyager in Monaco von Barbara Carlson Gage, einer Miteigentümerin von Carlson Companies, dem Mutterunternehmen von Radisson Seven Seas Cruises, getauft. Die Jungfernfahrt des Schiffes begann am Folgetag.

## Ausstattung
Das Schiff ist mit vier Restaurants sowie mehreren Bars ausgestattet. Darüber hinaus verfügt es über ein auf zwei Decks liegendes Theater, ein Casino, eine Panorama-Lounge, ein Pooldeck mit Swimmingpool und zwei Whirlpools, einen Spa- und Wellnessbereich sowie einen Padel-Platz. Die 350 Kabinen, die von der Reederei alle als Suiten vermarktet werden, sind ausschließlich Balkonkabinen und bieten bei 447 Besatzungsmitgliedern insgesamt 706 Passagieren Platz.